# Castello Normanno-Svevo (Gioia del Colle)
Das Castello Normanno-Svevo di Gioia del Colle ist eine Burg normannischen Ursprungs im historischen Zentrum von Gioia del Colle in der italienischen Region Apulien.
Die dem Ministerium für Kulturgüter und kulturelle Aktivitäten unterstellte Museumsburg wurde vom Dezember 2014 an vom Museumsverbund Apulien (italienisch Polo museale della Puglia) geleitet. Seit Dezember 2019 übernimmt diese Aufgabe die neu geschaffene Regionale Museumsdirektion (it. Direzione regionale Musei).

## Geschichte

### Byzantinische Ursprünge
Der älteste Kern der Burg, der Nordflügel, stammt aus byzantinischer Zeit, also aus dem 9. Jahrhundert. Diese Burg bestand aus einer rechteckigen, befestigten Einfriedung aus Kalkstein. Es gab einen kleinen Innenhof, der an die südliche Mauer grenzte und sich nach außen, auf die heutige Piazza dei Martiri von 1799 öffnete. Hauptaufgabe dieser Burg war die Gewährung von Schutz für die Bevölkerung bei Angriffen feindlicher Völker.

### Normannische Zeit

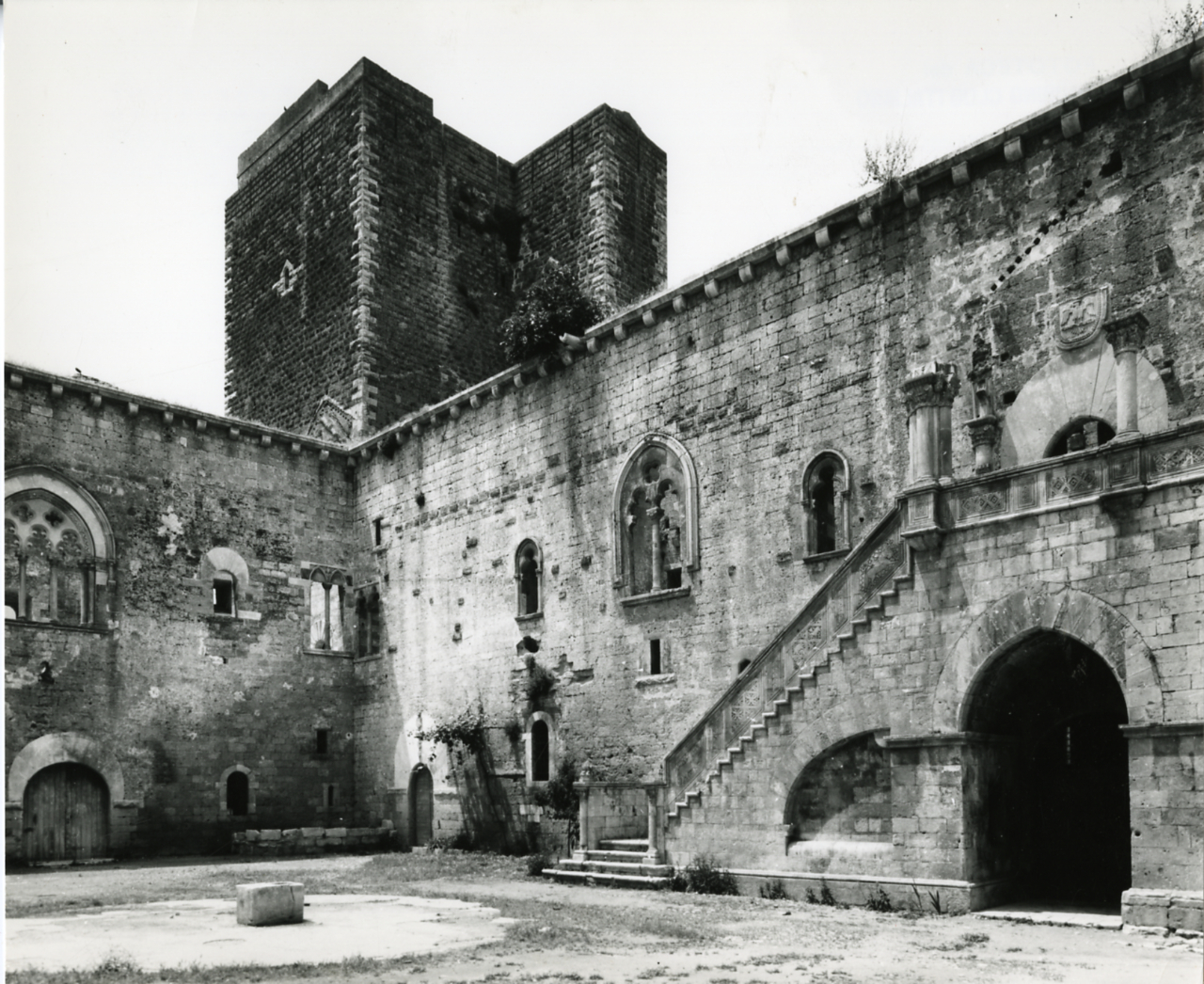
Innenhof. Foto von Paolo Monti, 1970

Zwischen dem 11. und dem 12. Jahrhundert ließ Riccardo Siniscalco aus der normannischen Dynastie der Altavilla, Graf von Apulien und erster Lehensnehmer des Territoriums des heutigen Gioia del Colle, die Burg erweitern. Das älteste Dokument, in dem die Burg erwähnt wird, stammt von 1108, aber die normannische Erweiterung scheint bereits vorher durchgeführt worden zu sein. Riccardo Siniscalco ließ die byzantinische Festung in eine Lehensburg umbauen, indem er den Hof nach Süden erweitern und mit einer festen Mauer versehen ließ. Außerdem ließ er einen Bergfried in der Südwestecke errichten, der später „Torre De’ Rossi“ genannt wurde. Der König von Sizilien, Roger II., auch von normannischem Adel, ließ die Festung teilweise umbauen, indem er zwei weitere Türme an der Nordost- und der Nordwestecke anbauen ließ, die es heute nicht mehr gibt.
Die Burg um die umgebende Siedlung wurden dann von Wilhelm I. von Sizilien zerstört, als dieser die Macht über die Gegend von Bari wiedererlangte.

### Staufische Zeit
Die heutige Bezeichnung ist Kaiser Friedrich II., einem Staufer, geschuldet, der um 1230, bei seiner Rückkehr vom vierten Kreuzzug ins Heilige Land die Burg wiederaufbauen und einen Eckturm im Südosten, den sogenannten „Torre dell’Imperatrice“, anbauen ließ. Er ließ auch die Kurtine im Innenhof erhöhen, um geschlossene Räume zu erhalten, für die Dienerschaft im Erdgeschoss (Küche, Lagerräume, Ställe) und für die Repräsentation und als Wohnung für die Herrschaft im ersten Obergeschoss.
So erhielt das Gebäude eine im Großen und Ganzen rechteckige Form mit Innenhof und vier Ecktürmen, wie es für die Friederichs Burgen typisch war. So war die Burg nach dem Willen des Kaisers Teil eines Netzes von Wohnstätten und Befestigungen, die über Süditalien verteilt lagen, von der Capitanata bis nach Sizilien, deren Zweck die militärische Kontrolle der fruchtbaren Regionen des Reiches war. Die ganze suevische Zeit über war das Castello di Gioia del Colle Sitz einer militärischen Garnison und nur wenige Räume blieben zur Nutzung durch den Kaiser frei. Laut einigen Chroniken und Zeugnissen, wenn auch späteren, scheint es, dass der „Puer Apuliae“ (dt.: apulische Junge) gerne im Castello di Gioia del Colle wohnte, um im „Silva Regia“ (dt.: königlichen Wald) zu jagen.

### Die Zeit der Häuser Anjou und Aragón und modernes Zeitalter
Mit der Niederlage von Manfred von Sizilien in der Schlacht bei Benevent 1266 endete die Hegemonie der Staufer in Süditalien. Das Castello di Gioia del Colle erlitt dasselbe Schicksal. Nach den Staufern geriet die Burg unter die Herrschaft des Hauses Anjou und des Hauses Aragón. Nach dem Tod von Manfred, der der Legende nach in Gioia del Colle geboren war, ging die Burg in das Eigentum der Prinzen von Tarent bis zum 15. Jahrhundert, der Grafen von Conversano bis zum 17. Jahrhundert und den Prinzen von Acquaviva bis zum Anfang des 19. Jahrhunderts über. Im Laufe dieser Jahrhunderte wurde die Burg allmählich von einer militärischen Einrichtung in ein Wohngebäude umgebaut und an die neuen Wohnbedürfnisse angepasst, wobei sie jede militärische und zivile Bedeutung verlor und nur ihre Struktur erhielt. Vom 17. Jahrhundert an, als die Burg von Besitzer zu Besitzer immer mehr an Bedeutung verlor, begann eine lange Zeit des Verfalls und des Niedergangs, wobei sie aber, anders als andere Burgen in Apulien, die vielen Umbauten unterzogen wurden, um sie neuen militärischen Anforderungen anzupassen, ihre ursprüngliche Form behielt. Aus diesem Grund stellt das Castello di Gioia del Colle eines der unverfälschtesten Zeugnisse der normannisch-staufischen Zeit dar.

### Heute
Von 1806 bis 1868 war die Burg in den Besitz von Donna Maria Emanuela Caracciolo. 1884 wurde sie an den Kanoniker Daniele Eramo verkauft und Anfang des 20. Jahrhunderts fiel sie an den Markgrafen von Noci, Orazio de Luca Resta, der das Interesse wieder auf das Denkmal lenkte, die Restaurierung vorantrieb und das Gebäude anschließend zur Schenkung an die Gemeinde Gioia del Colle vorschlug. Aus dieser Zeit stammen die ersten Restaurierungsarbeiten, die 1907–1909 unter der Leitung des Architekten Angelo Pantaleo ausgeführt wurden. Sie erhielten das originale Aussehen und schufen eine Rekonstruktion auf der Grundlage eines stereotypen Bildes des Mittelalters. Darunter waren einige Einzelfenster, Doppelfenster und Dreifachfenster in der inneren, südlichen Kurtine, sowie der Thron und die steinerne Ausrüstung des Thronsaales. Zur Rekonstruktion verwendete der Architekt jedoch gebrauchte Materialien, auch von besonderem Wert, die man beim Abriss von Anbauten erhielt, späteren Bauten im Innenhof, die aus der Zeit des Verfalls stammten.
1957 kaufte das Ministerio della pubblica istruzione die stark heruntergekommene Burg, die von den Erben des Markgrafen De Luca Resta in verfallenem Zustand gehalten worden war, und reihte sie unter die Nationaldenkmäler ein.
Von 1969 bis 1974 wurde die Burg wegen einiger Einstürze infolge der Eingriffe von 1907 erneut restauriert, diesmal unter der Aufsicht von Ingenieur Raffaele de Vita, der die Funktionalität der Räume im Erdgeschoss erhielt und schließlich dafür sorgte, dass die Burg als Denkmal besichtigt werden, aber auch als kultureller Veranstaltungsort dienen konnte.
Seit 1977 ist die Burg Sitz des Museo archeologico nazionale di Gioia del Colle (dt.: Archäologisches Nationalmuseum Gioia del Colle). Kurze Zeit war auch die Biblioteca comunale don Vincenzo Angelillo (dt.: Gemeindebibliothek Don Vincenzo Angelillo) dort untergebracht.

## Beschreibung

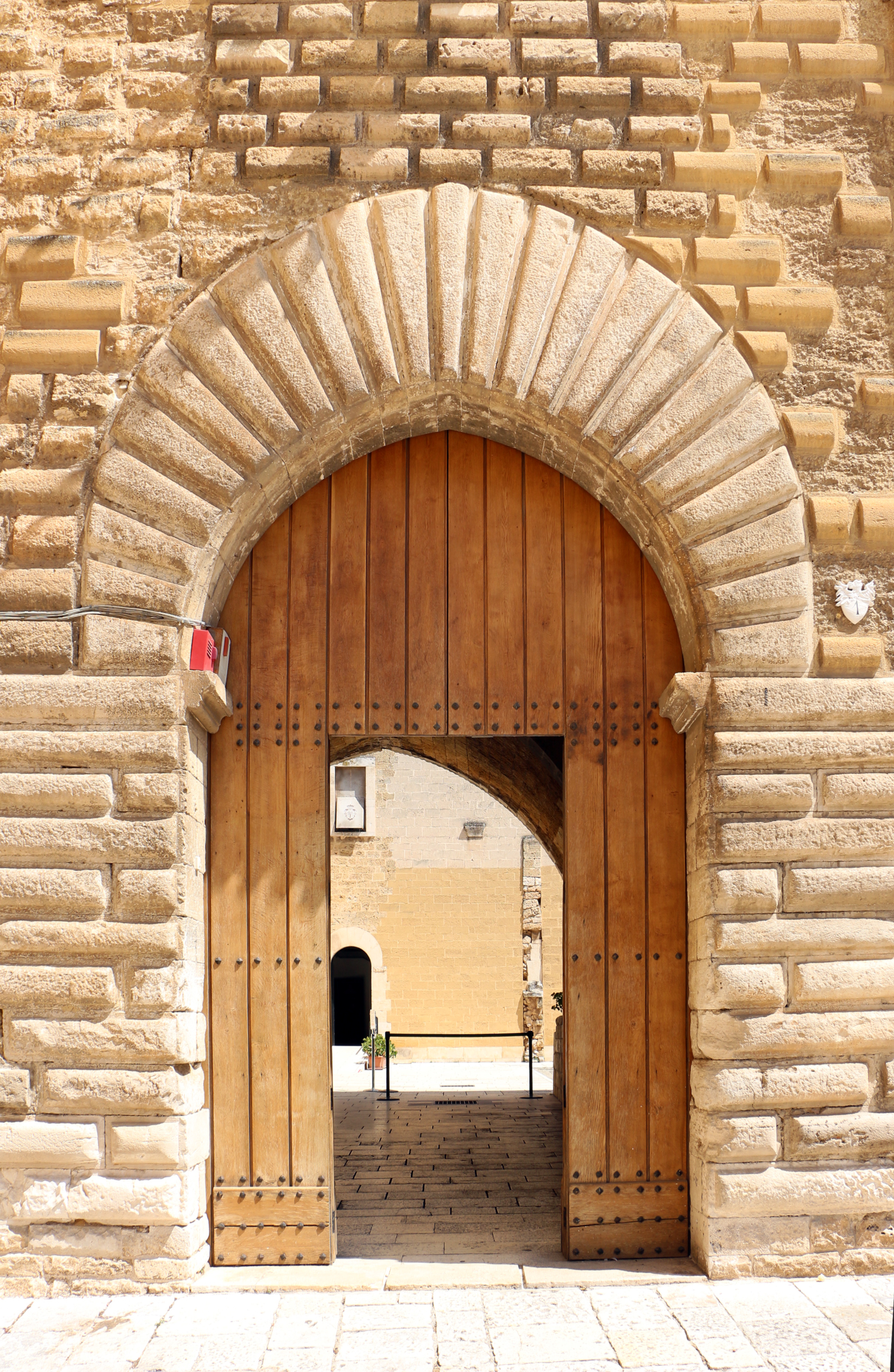
Haupteingang zur Burg auf der Westseite

Die Burg besteht aus einem Innenhof, um den herum die Räume in zwei Stockwerken angeordnet sind. An den beiden südlichen Ecken stehen zwei Türme (genannt „De’ Rossi“ und „Dell’Imperatrice“), die 28 Meter, bzw. 24 Meter hoch sind. Ursprünglich waren es vier Türme, wie wir aus den Schriften von Honofrio Tangho von 1640 und Gennaro Pinto von 1653 wissen.
Das äußere Aussehen spiegelt die die stilistischen Vorstellungen der unterschiedlichen Eigentümer der Burg wider; der Anteil des Kaisers Friedrich II. ist im Übrigen derjenige, der größtenteils auf das endgültige Aussehen Einfluss hatte. Das Werk Friedrichs II. zeigt sich tatsächlich eklektisch reich an verschiedenen Beiträgen, die typisch für die Tendenz des Kaisers sind, sehr unterschiedliche Stile nebeneinander zu stellen, aber mit einem besonderen Augenmerk auf die islamische Architektur. Dies zeigt sich in der Vielfalt der künstlerischen Motive im Inneren des Hofes und der Innenräume, exakt inspiriert durch arabische Modelle, die durch solche des Kreuzzuges filtriert wurden, an die sich der sehenswerte Bossenwerkapparat anschließt, der der ernsten und kargen, normannischen Konstruktion eine monumentale Note verleiht. Dieses architektonische Verfahren von ausschließlich dekorativem Wert zeigt sich in den weißen Kalkstein-Bossenwerkrahmen entlang der Kanten der Türme und in den originalen Öffnungen der Fassade der Kurtine und der Türme.

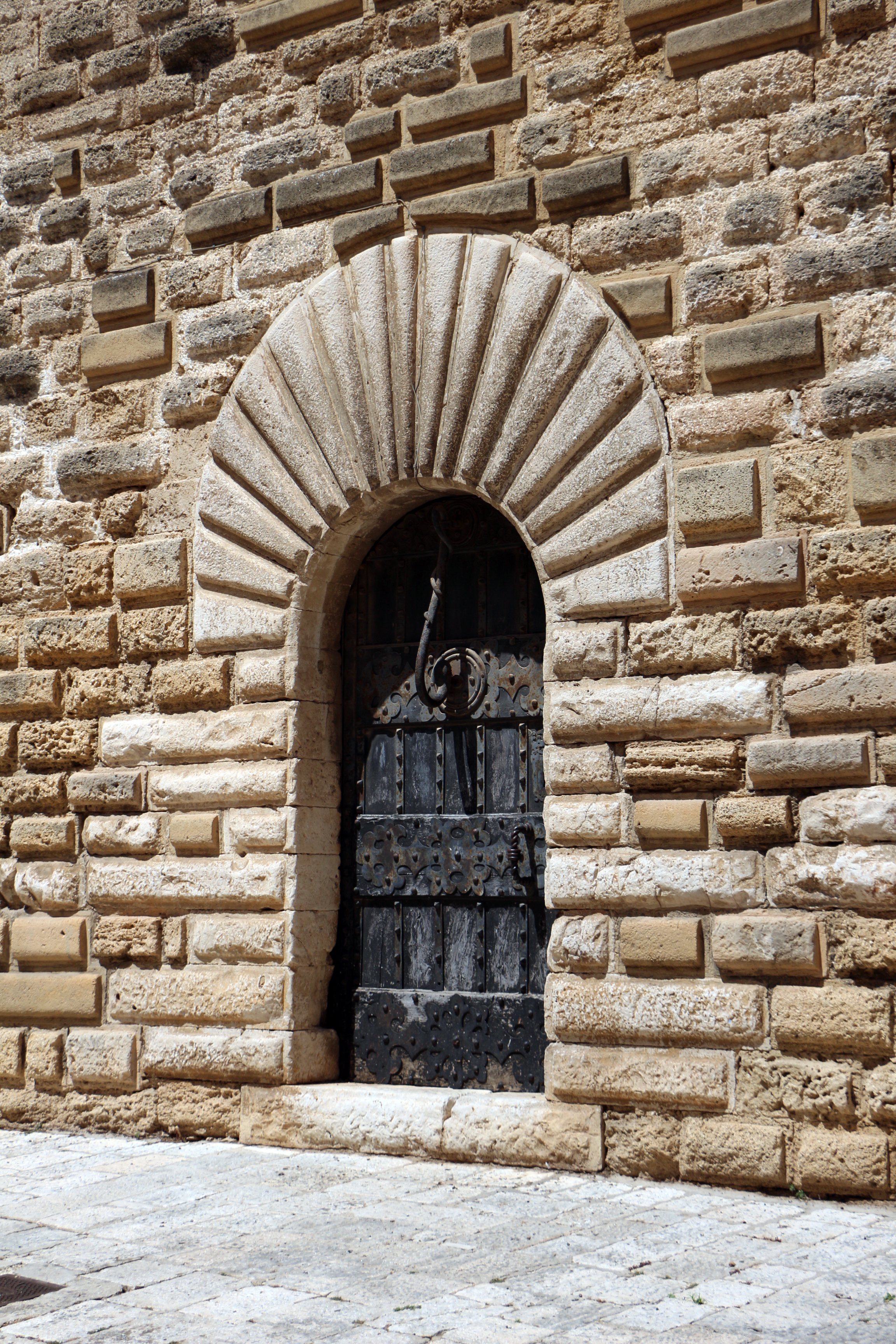
Südeingang

Das Baumaterial der Burg sind vorwiegend Kalkstein und rotes Kalksedimentgestein. Die Außenmauern sind in drei verschiedenen Typen von Mauerstruktur gebaut, die verschiedene Bauabschnitte anzeigen: Kleine Blöcke aus Kalkstein an der nördlichen und nordöstlichen Kurtine, rechteckige Kastenquader mit hohlen Kanälen am Torre dell’Imperatrice (dt.: Kaiserinnenturm) und leicht hervorstehende, zerquetschte, rechteckige Quader, die sich mit der Zeit stark abgenutzt haben, am gesamten Rest des Gebäudes. Insbesondere das rote Kalksedimentgestein wurde zum Bau der Kurtine und des oberen Teils der Türme genutzt. Bis 4,5 Meter Höhe bediente man sich an den Türmen Quadern aus sehr hellem Kalkstein, außerdem an den Ecken der Türme und an den Umrahmungen der Portale, Fenster und einiger Schießscharten.
Zahlreiche Einzelfenster, Doppelfenster und Dreifachfenster (letztere von der Restaurierung von Pantaleo von 1907 stammend), sowie Schießscharten öffnen sich ungeordnet an der Kurtine und an den Türmen, was auf die unterschiedlichen Bauphasen hinweist. Die etwa 12 Meter hohe Kurtine ist in zwei Stockwerke unterteilt; das untere zeigt zahlreiche, schmale Schießscharten, das obere verschiedene Fenster unterschiedlicher Form.

### Eingänge
Es gibt verschiedene Eingänge: Der Haupteingang zeigt sich durch ein breites Portal auf der Westseite, ein zweiter Eingang ist wenig mehr als eine Türe auf der Südseite. Über beiden sind Kronen aus radial angeordneten Quadern angebracht. Abläufe mit zwei Rohren ragen über den Eingängen hervor.
Ein dritter Eingang wurde an der nördlichen Kurtine ans Licht gebracht.

### Innenhof
Vom Haupteingang mit seinem Spitzbogen gelangt man in den trapezförmigen Innenhof, wo sich die Treppe zum oberen Stockwerk und darüber hinaus etliche Räume im Erdgeschoss finden. Die Treppe ist mit Halbreliefen verziert, die Tiere und Jagdszenen darstellen.
In der Mitte des Hofes gibt es eine Zisterne zum Sammeln von Regenwasser. Die innere Kurtine auf Nord- und Ostseite des Hofes ist rekonstruiert.

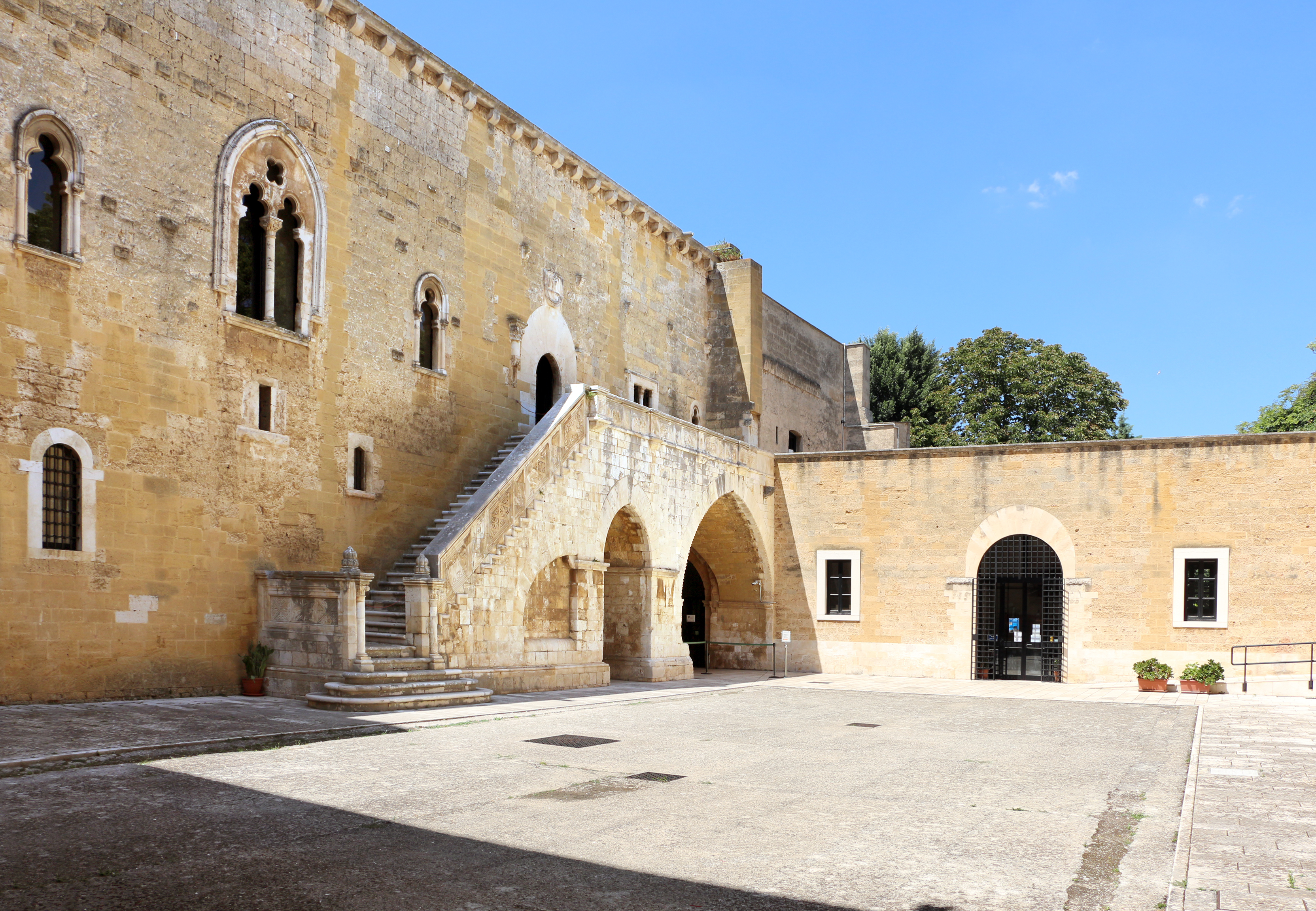
Innenhof
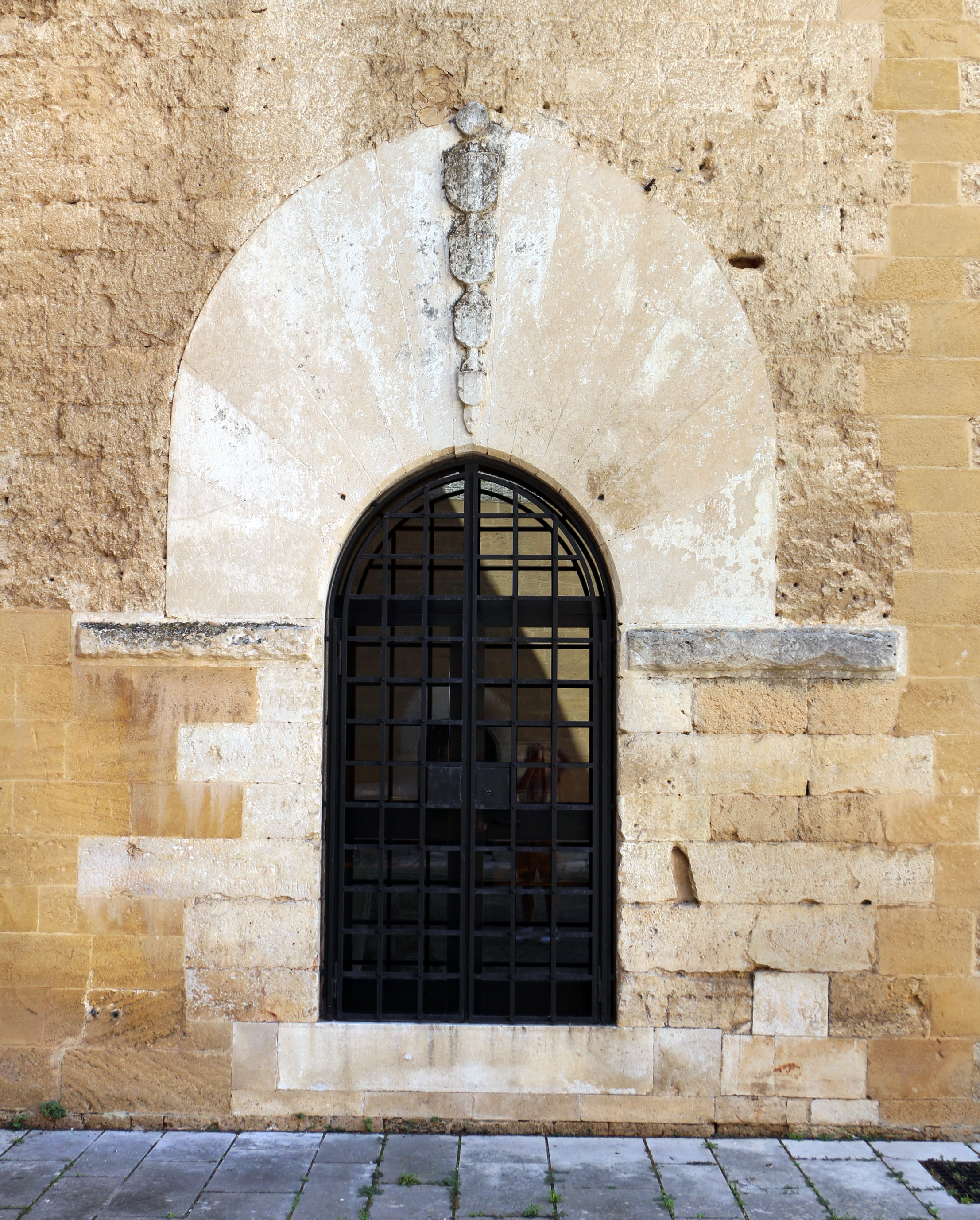
Ein Eingang zum Innenhof
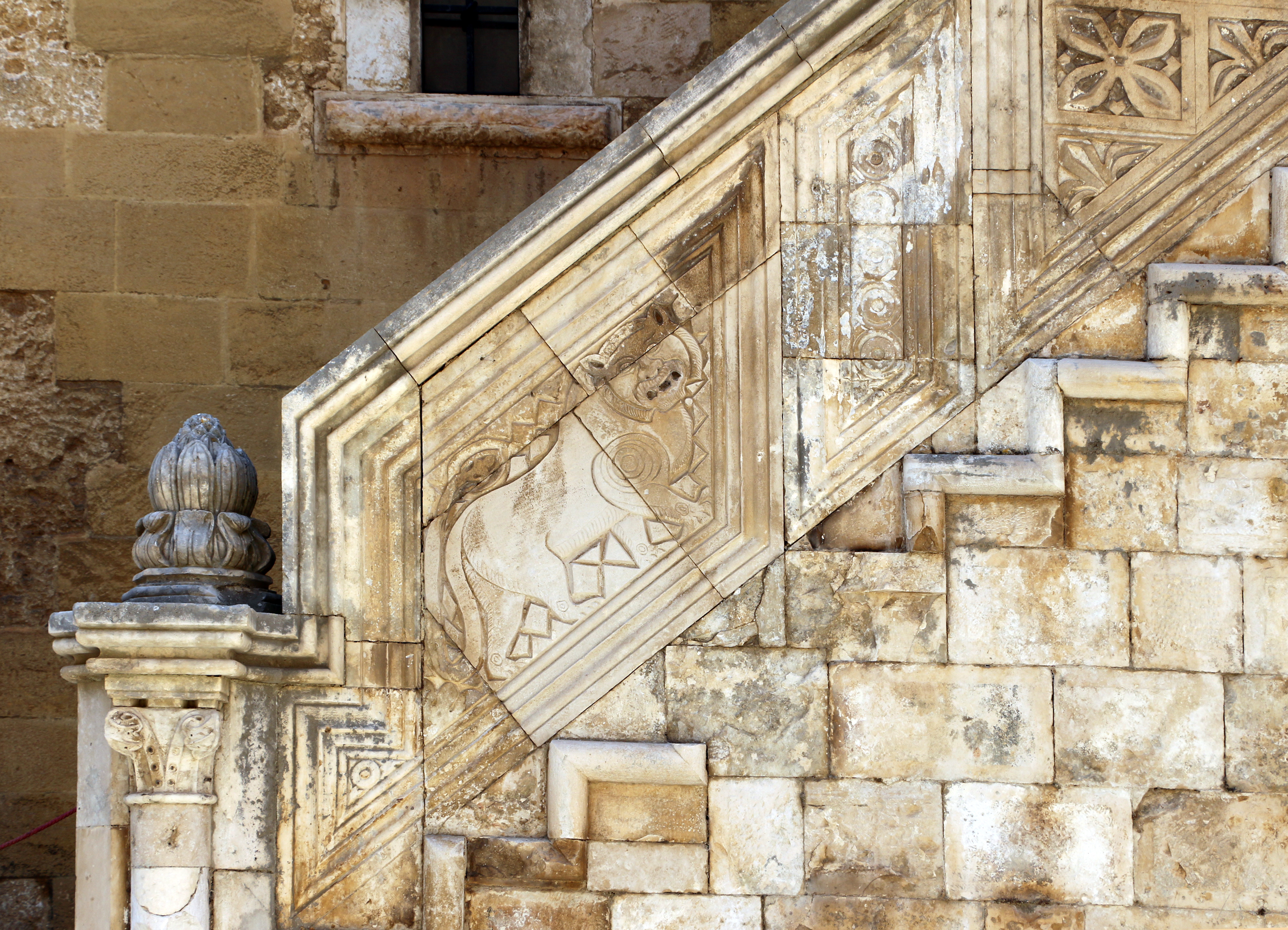
Treppe im Innenhof: Detail

### Archäologisches Museum

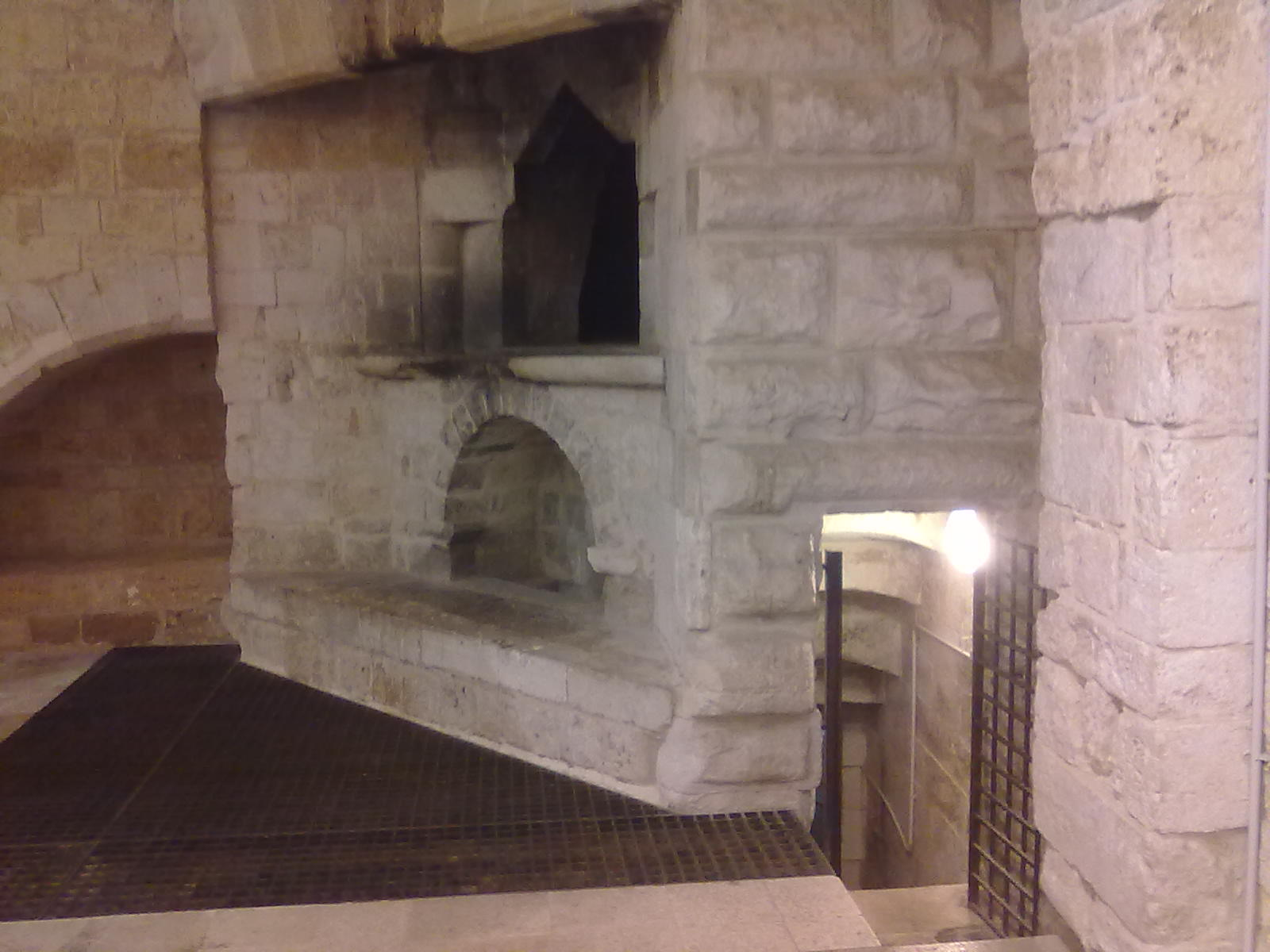
Der Monumentalofen unten im Torre dell’Imperatrice mit Eingang zum Gefängnis

Vom Innenhof aus gelangt man zu den Erdgeschossräumen, die früher als Ställe, für die Dienerschaft und die Garnison genutzt wurden, sowie zur Lagerung von Getreide und Nahrungsmitteln.
In diesen Räumen werden heute die Sammlungen des Museo Archeologico Nazionale di Gioia del Colle gezeigt; sie enthalten Ausstellungsstücke, die bei archäologischen Grabungen in der Gegend des Monte Sannace und der Santo Mola gefunden wurden.

### Ofenraum und Gefängnis

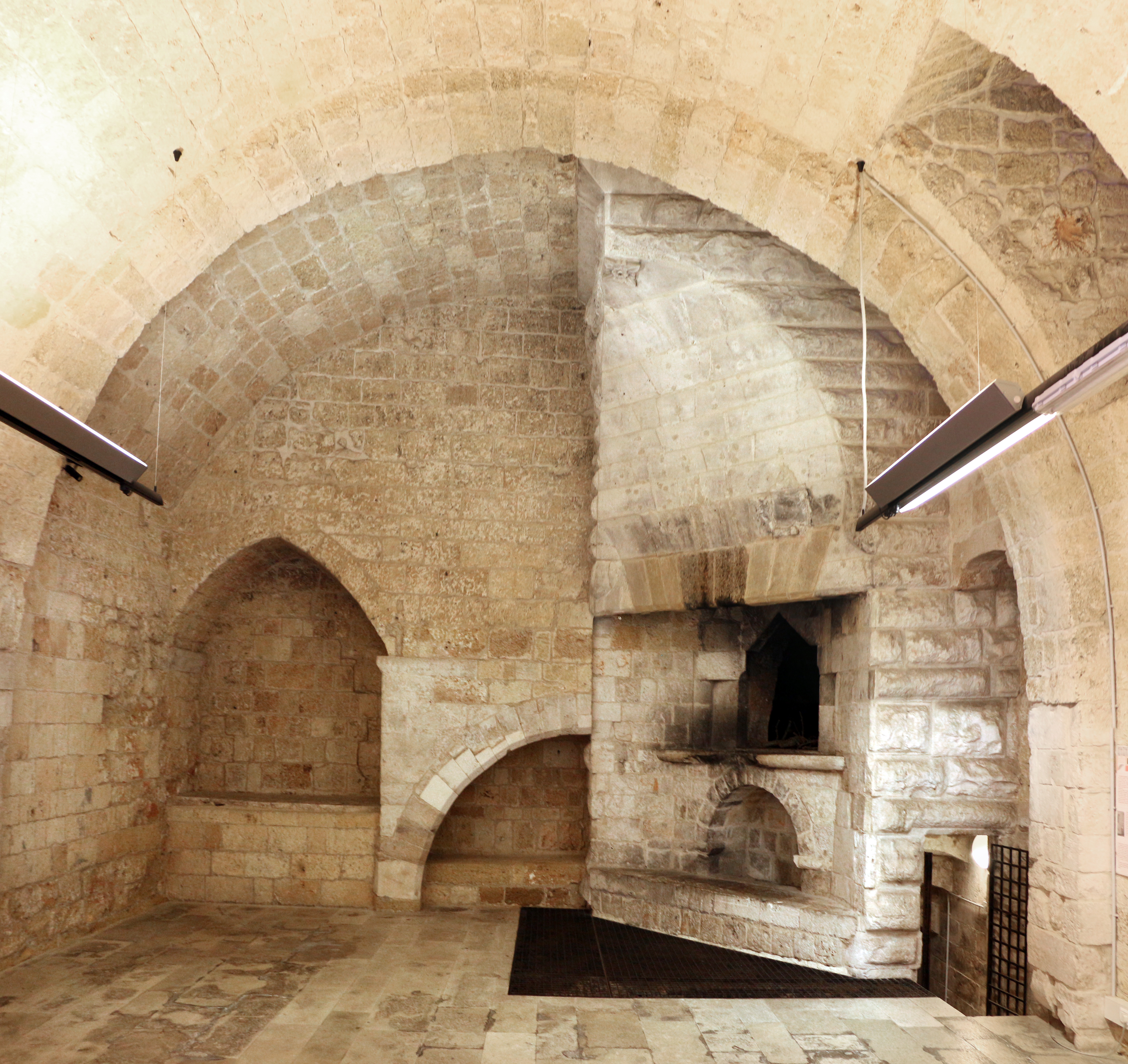
Ofenraum

Auf der Südseite des Hofes findet man den Eingang zum Ofenraum, von dem aus man in einen kleinen Keller hinuntersteigt, der früher ein Gefängnis war. Auf einer Wand des Gefängnisses sind zwei Ronden eingemeißelt, die nach der Legende die Brüste Bianca Lancia, der Geliebten des Stauferkaisers Friedrich II., darstellen. Nach derselben Legende gebar die spätere Kaiserin Manfred von Sizilien, nachdem sie eine Beziehung mit dem Stauferkaiser hatte, im Gefängnis der Burg.
Dieser Raum liegt unten im Torre Imperatrice.

### Thronsaal

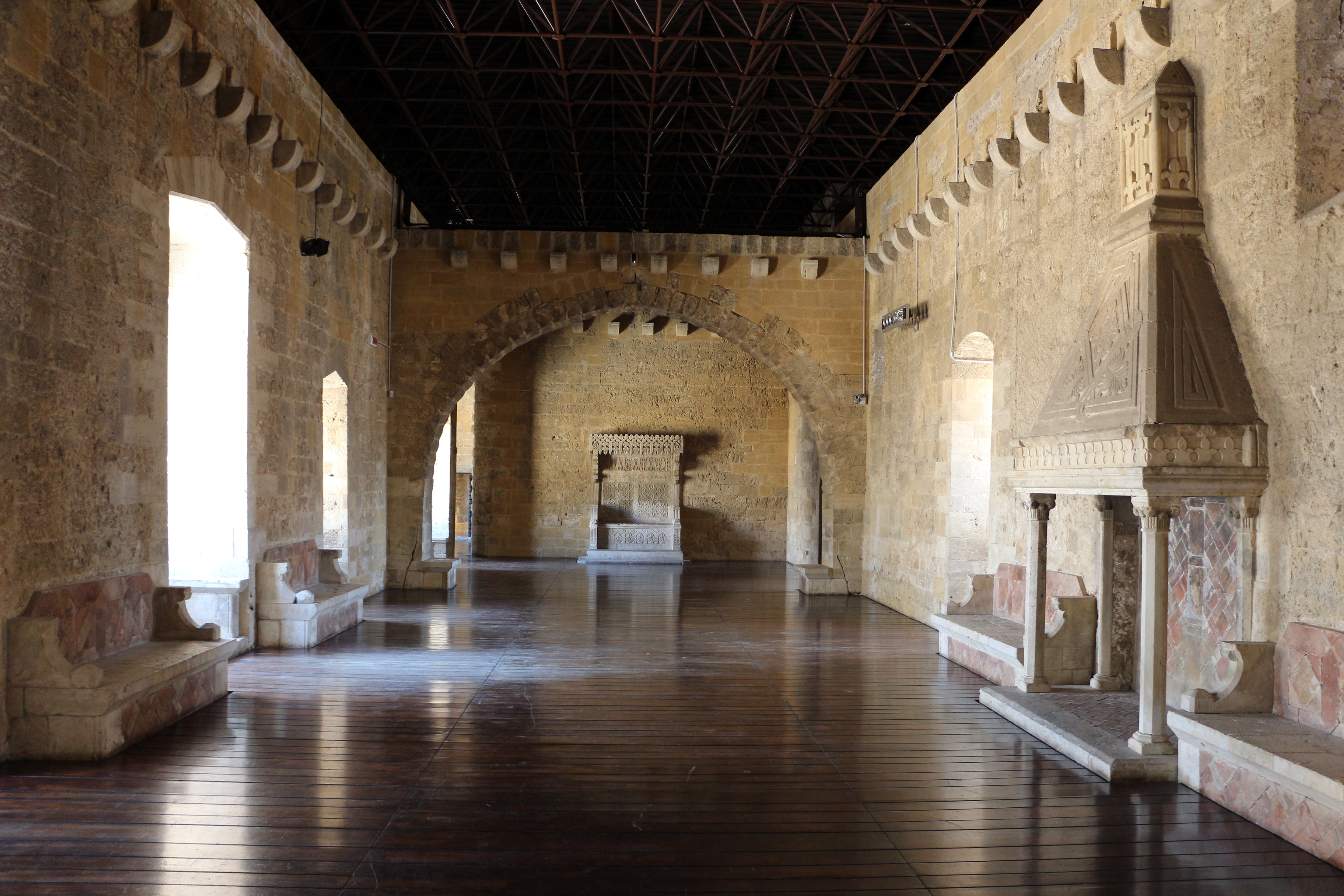
Thronsaal

Über die Monumentaltreppe im Hof gelangt man zum Obergeschoss, wo andere Räume liegen, beginnend mit dem Thronsaal. An der Hinterwand befindet sich der steinerne Thron, der im Zuge der Restaurierung 1907 geschaffen wurde, mit Fragmenten von Skulpturen, die man aus der Burg in der Folge der Zerstörung rettete. Ein Fries mit Halbreliefen bestehend aus einer Reihe von Falken, die paarweise im Profil angeordnet und von Kreuzen unterbrochen sind, ziert die Rückseite des Throns.
Ein Bogen am Rand des Saales teilt den Saal idealerweise in zwei Abschnitte; einer war für den Kaiser und der andere für die Untergebenen und Würdenträger, die bei den Audienzen empfangen wurden.
Die originale Holzdecke, die von Pantaleo rekonstruiert wurde, stürzte in den 1930er-Jahren herab und wurde im Zuge der letzten Restaurierung durch eine Metallkonstruktion ersetzt, wogegen der Boden wieder mit Holzelementen bedeckt wurde.
In diesem Raum gibt es einen offenen Kamin und etliche Steinsitze, die ebenfalls von der Restaurierung durch Pantaleo stammen.

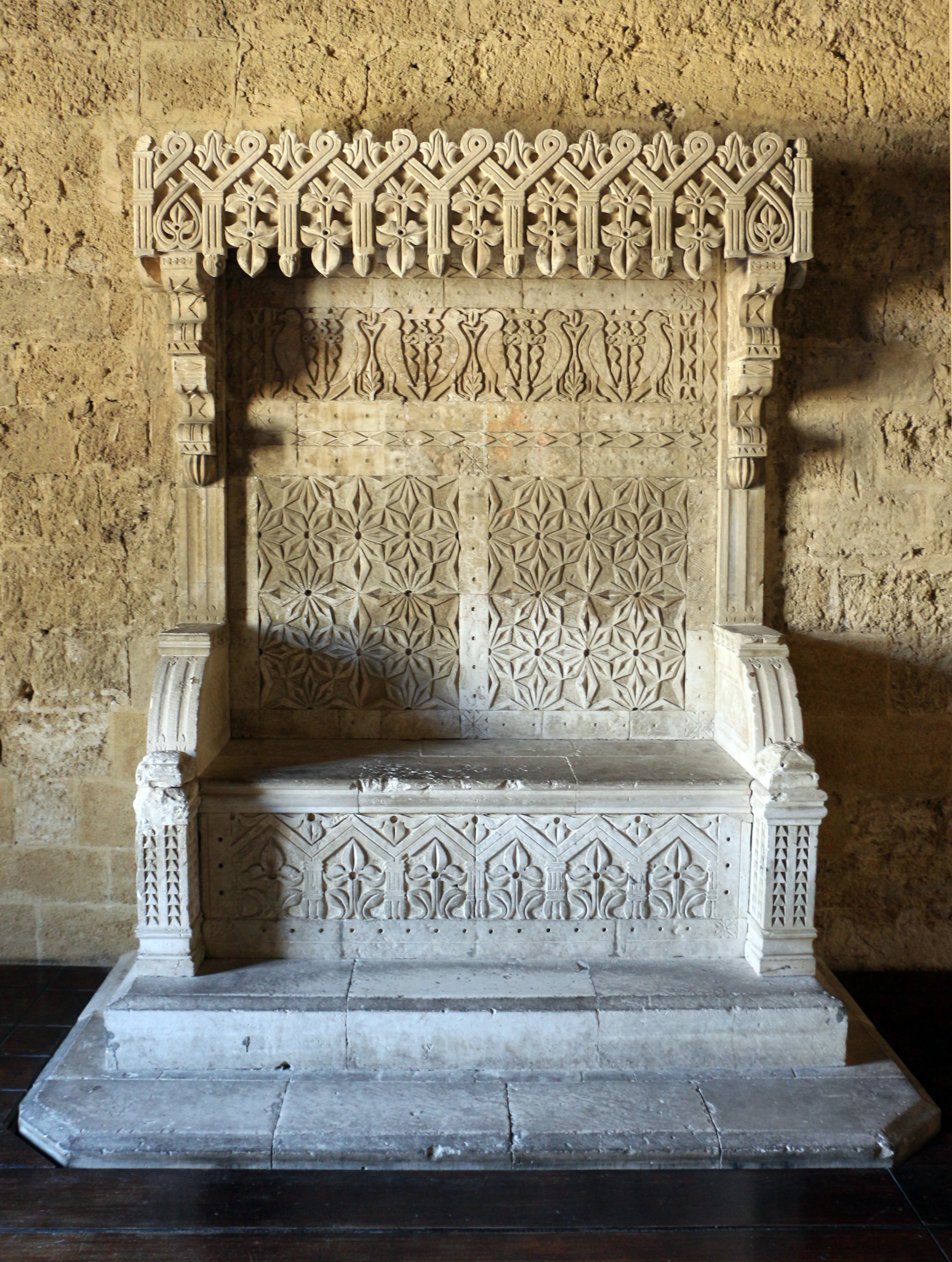
Der Thron
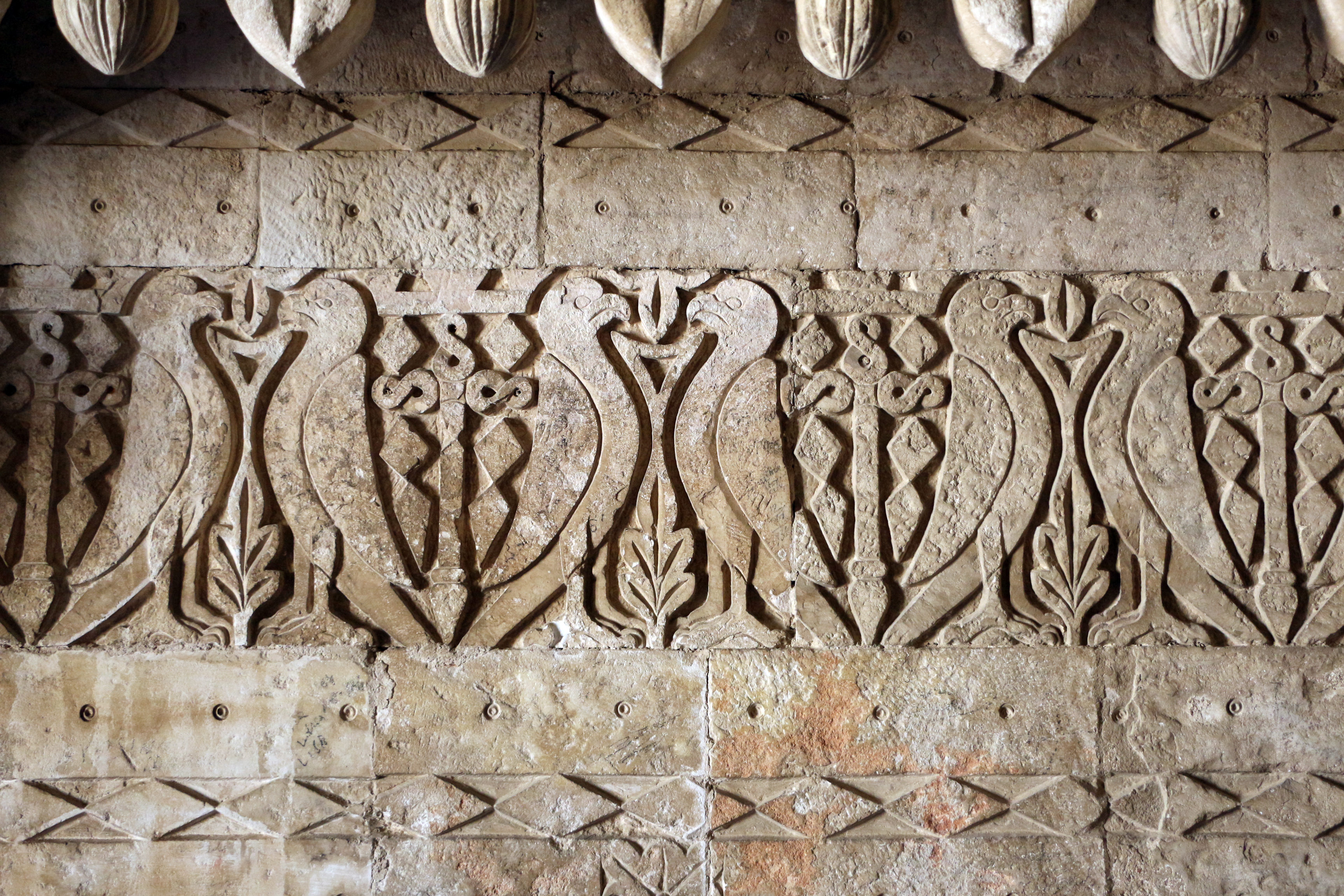
Fries an der Rückseite des Throns
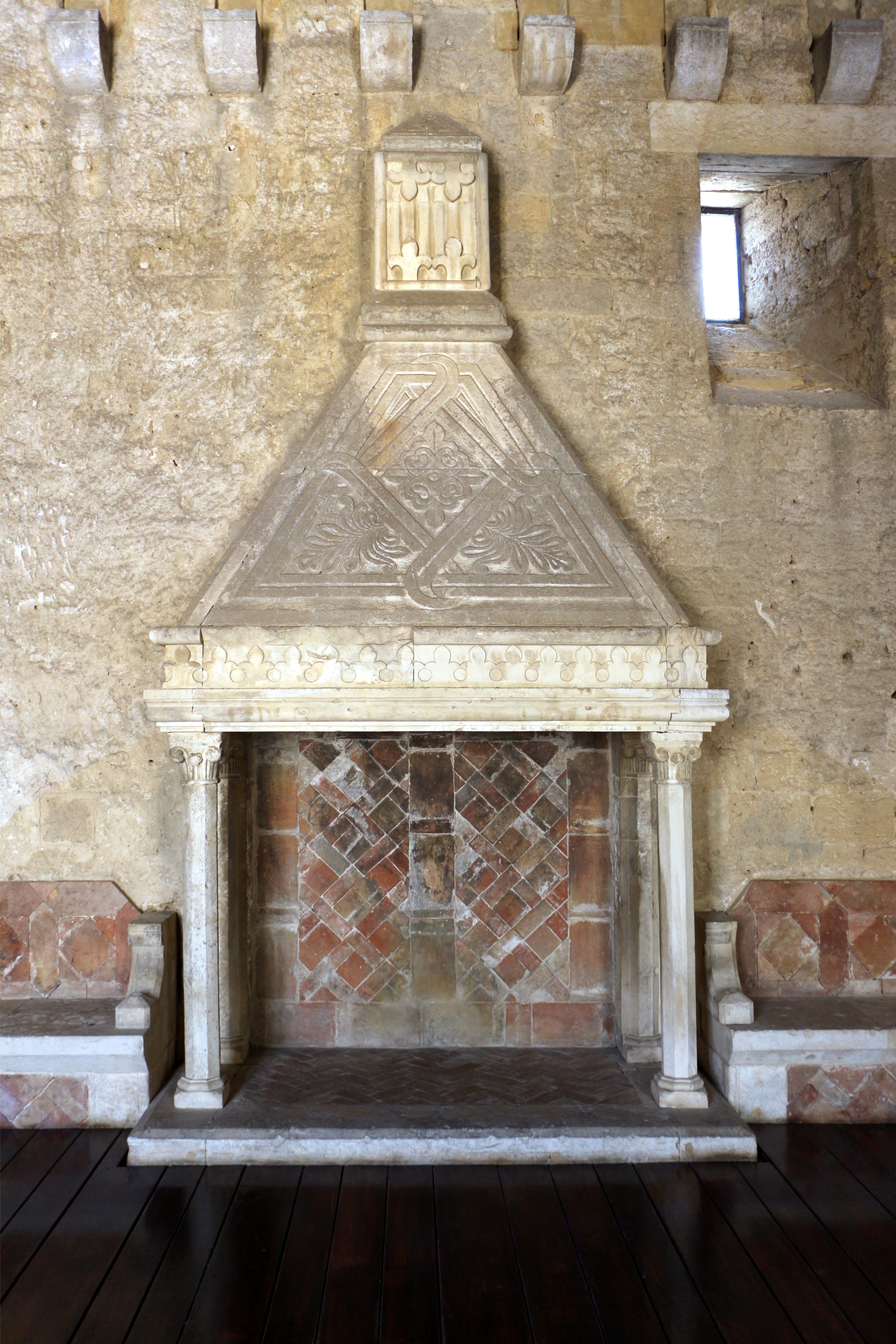
Der offene Kamin im Thronsaal

### Kaminzimmer

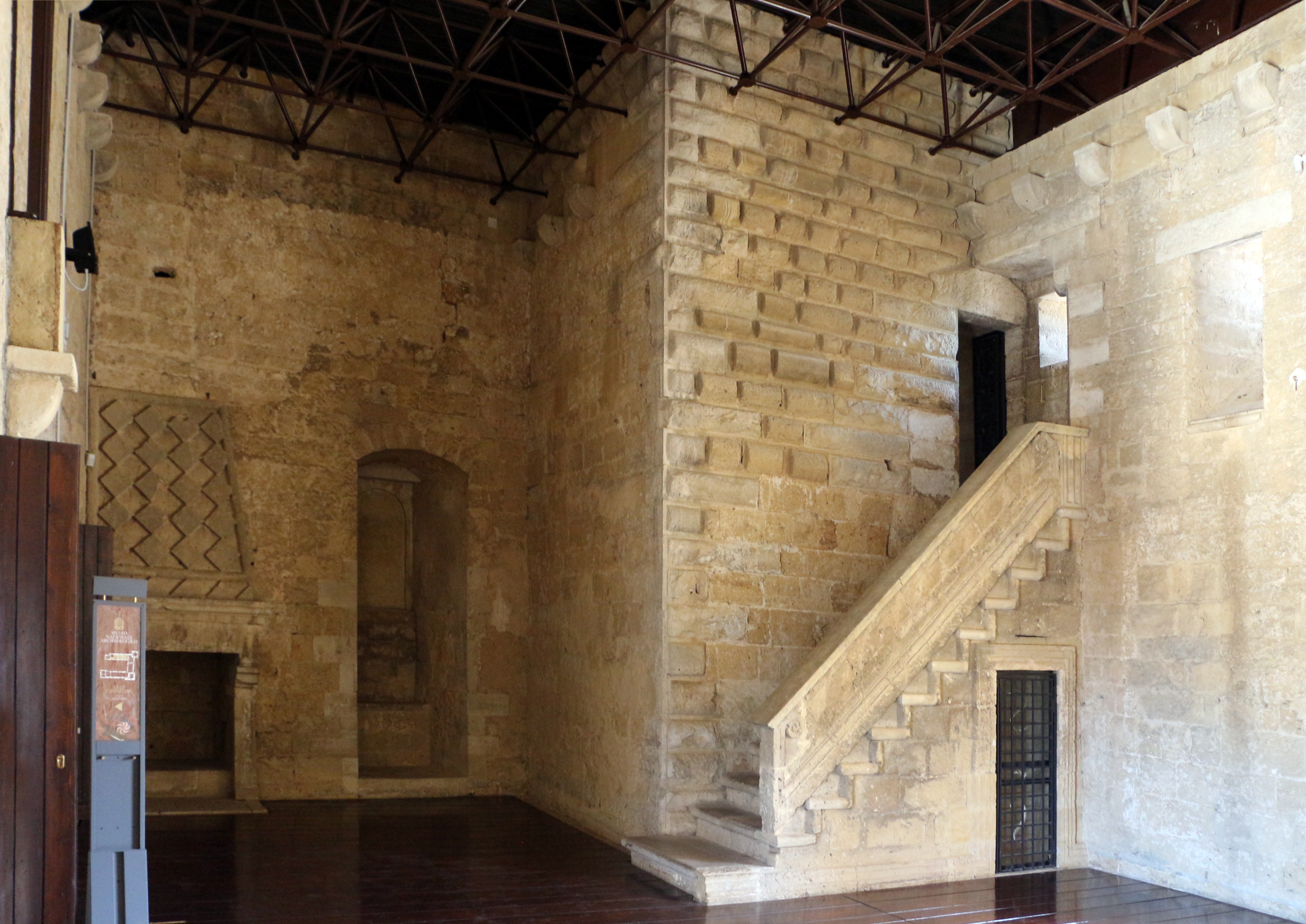
Gineceo-Saal

Vom Thronsaal aus gelangt man ins Kaminzimmer, das so genannt wird, weil dort ein eleganter Renaissancekamin eingebaut ist. Der Raum, der durch ein schönes Dreifachfenster belichtet ist, das von Pantaleo anstelle des originalen Fensters eingesetzt wurde, diente vermutlich als Speisezimmer des Hofes. Eine Türe, über der ein heraldisches Wappen angebracht ist, führt in den Gineceo-Saal, der vermutlich der Königin und den Kurtisanen diente, die dort einen großen Teil des Tages verbrachten. Eine zweite Türe führt zum Torre De’ Rossi.

### Torre De’ Rossi

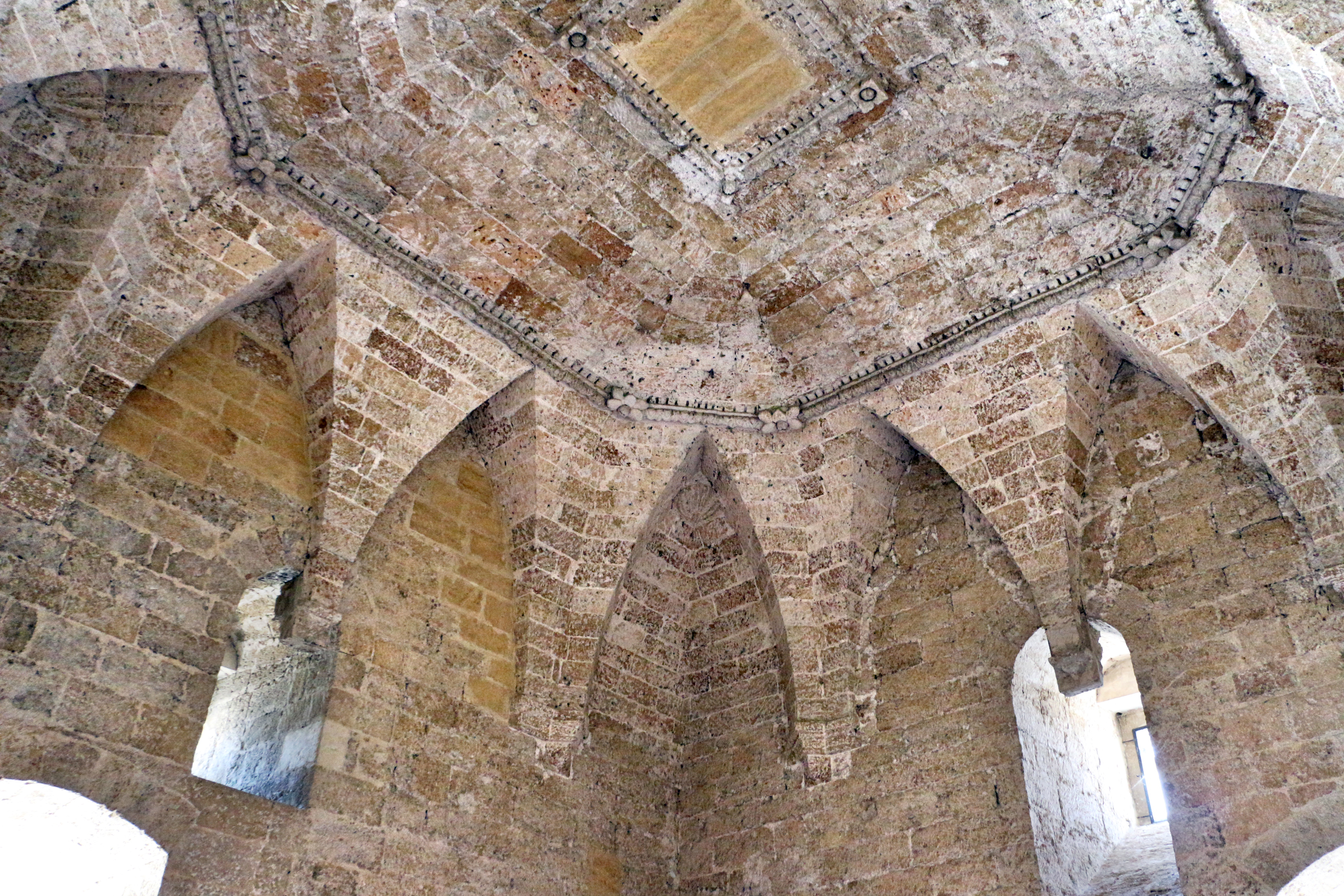
Gewölbe im Torre de’ Rossi

Der Turm ist der Bergfried, der in normannischer Zeit erbaut und später in die Anlage des Stauferkaisers integriert wurde. Sein Name ist von einer toskanischen Adelsfamilie abgeleitet, die hier wohnte, als sie nach Gioia del Colle kam, um dem Kaiser zu huldigen.
Eine Türe auf der Westseite führt zu einer Treppe zu den oberen Stockwerken des Turms und schließlich zur Terrasse.
Das Gewölbe, das die Decke des Raumes bildet, besteht aus 12 hängenden Spitzbögen, die durch einen dünnen, quadratischen Rahmen mit Blattmotiven verbunden sind. In den vier Ecken, an den Leerstellen der Bögen, gibt es vier schalenförmige, dekorative Elemente. Diese entstanden vermutlich im 16. Jahrhundert.

### Torre dell’Imperatrice

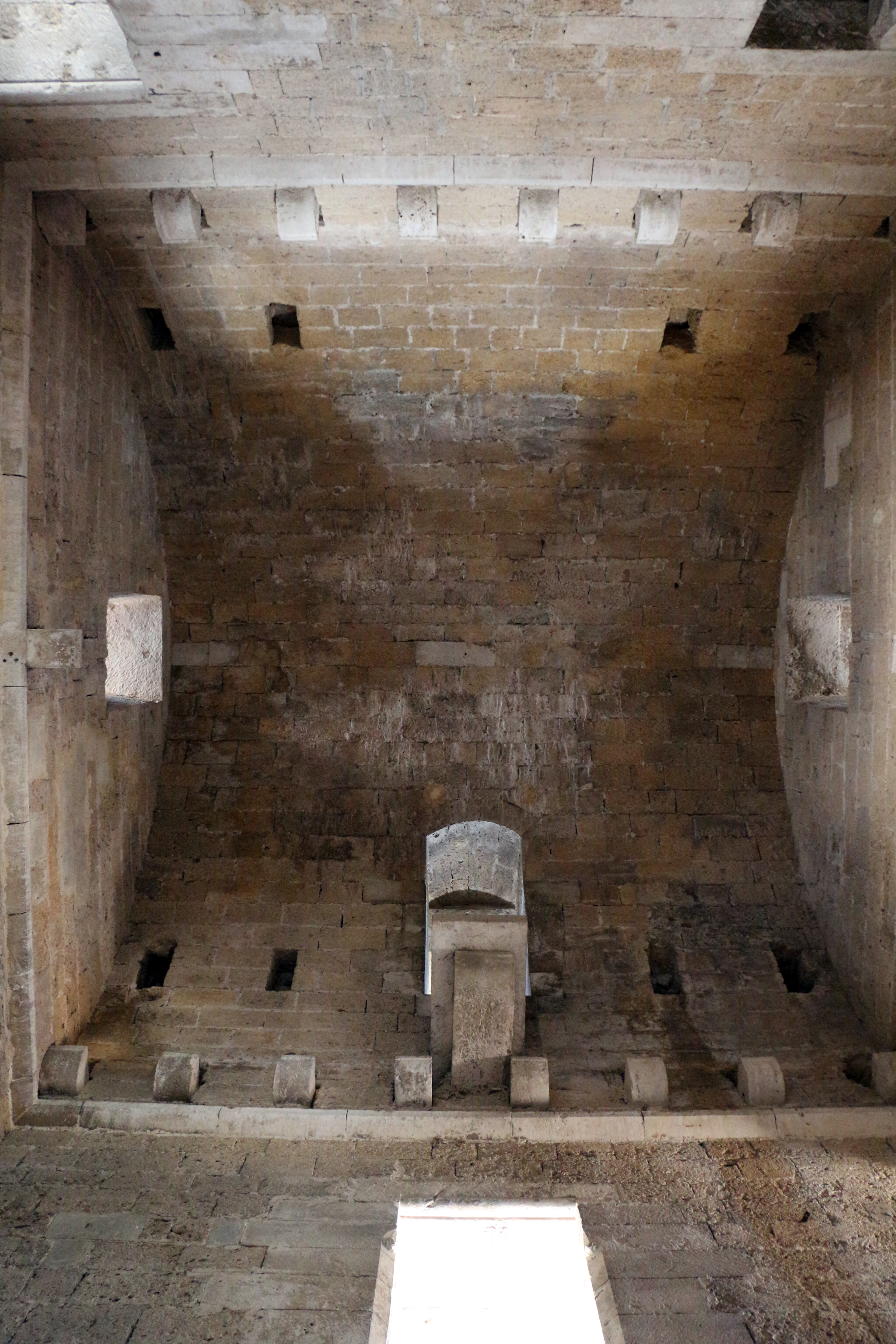
Inneres des Torre dell’Imperatrice

Vom Gineceo-Saal gelangt man über eine Treppe zu einem Raum im Inneren des sogenannten Torre dell’Imperatrice an der Südostecke der Burg, der vermutlich die Schlafkammer der Herrschaft war. Der Turm stammt aus staufischer Zeit und wurde unter exzessiver Verwendung des sehr hellen, lokalen Kalksteins erbaut. Der Name des Turms erinnert an Bianca Lancia, die Geliebte von Friedrich II. und Mutter von Manfred von Sizilien, der nach der Legende im Gefängnis der Burg geboren wurde, wo die spätere Kaiserin unter der Anklage wegen Verrats inhaftiert war. Die Räume des Turms waren für die Familie reserviert. Dafür waren die Toiletten gedacht, die sich in einem kleinen Zimmer auf der Nordseite der Räumlichkeiten befinden und mit einem Auslauf nach außen versehen waren. Der Turm hat drei Stockwerke, von deren Geschossdecken nur die Auflagekonsolen erhalten blieben, auf denen die Balken der Holzdecken auflagen, die herunterbrachen und nicht mehr hergestellt wurden. Zu den oberen Stockwerken gelangt man über Holzleitern. Vom obersten Stockwerk kann man über eine steinerne Wendeltreppe eine Außenplattform erreichen, die auf eine Platte ruht, die aus der Mauer herausragt.

### Legende von Friedrich II und Bianca Lancia

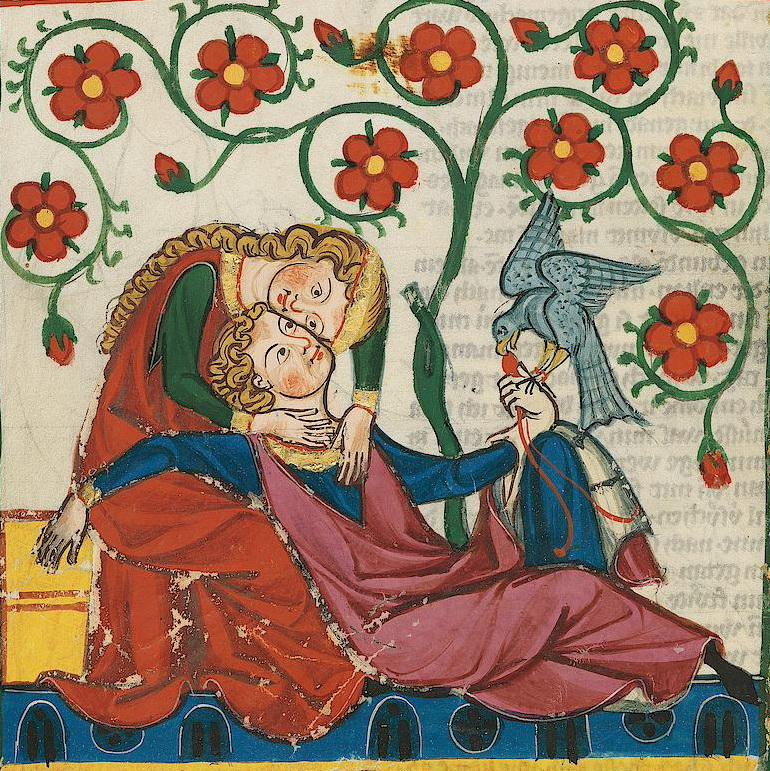
Bianca Lancia und Friedrich II. im Codex Manesse

Bianca Lancia aus der Familie der Grafen von Loreto gelang es, das Herz von Kaiser Friedrich II. zu erobern. Die beiden trafen sich 1225, als Friedrich noch mit Isabella II. verheiratet war. Da sie sich nicht in einer Ehe verbinden konnten, unterhielten die beiden ein geheimes Verhältnis, aus dem die Kinder Konstanze, Manfred und vielleicht auch Violante hervorgingen.
Nach einer Legende, die vom Vater Bonaventura da Lama übermittelt und vom Geschichtswissenschaftler Pantaleo wiederaufgenommen wurde, ließ Friedrich seine Geliebte aus Eifersucht während der Schwangerschaft mit Manfred in einem Turm des Castello di Gioia del Colle einsperren. Die Prinzessin konnte sich nicht gegen diese Erniedrigung wehren; sie schnitt sich, von Schmerzen übermannt, die Brüste ab und sandte sie dem Kaiser auf einem Tablett zusammen mit dem Neugeborenen. Danach, so schloss der Chronist, „ging sie in ein anderes Leben über“. Von diesem Tage an hört man jede Nacht im Turm namens „Torre dell’Imperatrice“ eine schwache, herzzerreißende Klage: Die Klage einer beleidigten Frau, die ewig ihre Unschuld beteuert.
Wenn dies eine Legende ist, so ist die Geschichte etwas umstrittener, aber nicht weniger berührend. Nach einigen Quellen kam Friedrich, der inzwischen Witwer seiner dritten Gattin, Isabella, war, von Foggia in das Castello di Gioia del Colle, wo er die leidende Geliebte vorfand. Die Frau bat ihn dann, ihre drei Kinder, die aus ihrer gemeinsamen Liebe geboren worden waren, mit einer rechtmäßigen Ehe zu legitimieren, was so auch geschehen ist, und Bianca ermöglichte, einige Tage lang eine Kaiserin zu sein.
Andere Quellen weisen das Castello di Monte Sant’Angelo als Ort der geheimen Beziehung zwischen Friedrich II. und Bianca Lancia aus.

## Im Film
1964 wählte Pier Paolo Pasolini die Burg aus Drehort für einige Szenen seines Films  Das 1. Evangelium – Matthäus aus: Der Palast von König Herodes und der Tanz der Salome, die im Thronsaal gedreht wurden, sowie die Begrüßung der Heiligen Drei Könige durch Herodes am Fuße der Monumentaltreppe in Innenhof.
Im Sommer 2014 diente das Castello di Gioia del Colle als prestigeträchtiger Drehort für zwei weitere historisch-literarische Filme: Francesco, über den Heiligen von Assisi, von der Regisseurin Liliana Cavani, die im Thronsaal die bekannte Episode des Treffens des Heiligen Franziskus mit dem Sultan und im Torre dell’Imperatice kurze Sequenzen in Bezug auf die Krankheit von Franziskus inszenierte. Die Innenszenen des Films Das Märchen der Märchen des Regisseurs Matteo Garrone, inspiriert durch die Oper Pentameron von Giambattista Basile aus dem 17. Jahrhundert, wurden ebenfalls in der Burg gedreht.